# Cryptandra scoparia
Cryptandra scoparia är en brakvedsväxtart som beskrevs av Reiss.. Cryptandra scoparia ingår i släktet Cryptandra och familjen brakvedsväxter. Inga underarter finns listade i Catalogue of Life.